# Alexandru Avram
Alexandru Viorel Avram (n. 25 aprilie 1991, Galați, România) este un fotbalist român liber de contract, care joacă pe post de mijlocaș.
A jucat în prima ligă românească pentru FC Oțelul Galați.